# Frank Espig
Frank Espig (* 19. September 1949 in Lauter/Sa.) ist ein ehemaliger deutscher Fußballspieler. Für die Betriebssportgemeinschaft (BSG) Wismut Aue bestritt er 143 Spiele in der DDR-Oberliga, der höchsten Spielklasse im DDR-Fußball. Für die DDR-Juniorennationalmannschaft absolvierte er fünf Länderspiele.

## Sportliche Laufbahn
Als Nachwuchsspieler bei Wismut Aue gehörte Espig von 1967 bis 1968 zum Kader der Juniorennationalelf des DFV und bestritt fünf U-18-Länderspiele. Dabei wurde er als Abwehrspieler eingesetzt. Seinen ersten Einsatz für Wismut Aue in der DDR-Oberliga hatte er im Alter von 20 Jahren am 24. September 1969 in der Begegnung des 8. Spieltages BSG Chemie Leipzig – BSG Wismut (3:0) als Einwechselspieler in der 68. Minute. Bis zum Saisonende 1969/70 kam er auf insgesamt sieben Oberligaeinsätze, zweimal stand er in der Startelf. Nachdem er in der folgenden Saison nur ein Oberligaspiel im September 1970 bestritten hatte, wurde er im November 1970 für 18 Monate zum Armeedienst eingezogen. Während dieser Zeit konnte er bei der Armeesportgemeinschaft Vorwärts Löbau weiter Fußball spielen. Er verhalf der Mannschaft zum Aufstieg in die zweitklassige DDR-Liga, wo er in der Spielzeit 1971/72 17 der 20 ausgetragenen Punktspiele absolvierte. Nachdem er im Mai 1972 aus der Armee entlassen worden war, kehrte er zu Wismut Aue zurück.
Dort wurde Espig zunächst erst in der DDR-Liga-Mannschaft Wismut Aue II eingesetzt. Seine Rückkehr in das Oberligateam vollzog sich erst in der Saison 1973/74. Dort übernahm er ab Mitte der Hinrunde die Position des Liberos, auf der er bis zum Ende seiner Oberligalaufbahn spielte. Ebenso lange war er auch Stammspieler in der Wismut-Oberligamannschaft und kam von 1973 bis 1979 innerhalb von sechs Spielzeiten, in denen 156 Punktspiele ausgetragen wurden, auf 135 Einsätze. Noch in seiner letzten Oberligasaison 1978/79 bestritt er 25 der 26 Begegnungen. Im Sommer 1979 erlitt Espig eine schwere Knieverletzung, die ihn zur Beendigung seiner Fußballerlaufbahn zwang.

## Trivia
Sein Vater Walter war ebenfalls Oberligaspieler.